# Ian Stewart (matemàtic)
Ian Stewart, nascut el 1945, és professor emèrit de matemàtiques de la Universitat de Warwick del Regne Unit i un reconegut divulgador de les matemàtiques.

## Biografia
Ian Stewart va néixer el 1945 a Anglaterra. Es va llicenciar en matemàtiques al Churchill College de Cambridge i posteriorment va obtenir el seu doctorat a la Universitat de Warwick. Actualment, Ian Stewart exerceix de professor en aquesta universitat, encara que ha fet diverses estades com a professor visitant a Alemanya (1974), Nova Zelanda (1976) i als Estats Units (Universitat de Connecticut 1977-78, Universitat de Houston 1983–84). Ian Stewart és famós per les seves contribucions a les matemàtiques i pels seus articles de divulgació matemàtica a la revista Scientific American. Sovint, en el món de la matemàtica recreativa, se'l considera deixeble Martin Gardner.
Ian Stewart ha rebut la Medalla Michael Faraday (1995) de la Royal Society, en reconeixement de la seva obra de vulgarització per totes les mitjans de comunicació de les matemàtiques. És membre de la Royal Society (2001).

### Obres traduïdes en castellà
- ¿Juega Dios a los dados?
- Como cortar un pastel y otros rompecabezas matemáticos
- Cartas a una joven matemática
- Locos por las matemáticas
- De aquí al infinito
- AT Hoy
- Ingeniosos encuentros entre juegos y matemática
- Conceptos de matemática moderna
- ¿Es Dios un geómetra?